# Zieleń (Koluszki)
Zieleń – część miasta Koluszki w województwie łódzkim, w powiecie łódzkim wschodnim, w gminie Koluszki. 
Leży w południowo-wschodniej części Koluszek, w okolicy ulic Partyzantów, Kraszewskiego, Wojska Polskiego, Westerplatte i Piastowskiej.

## Historia
Dawniej samodzielna miejscowość. Od 1867 w gminie Mikołajów. W okresie międzywojennym należała do powiatu brzezińskiego w woj. łódzkim. 16 września 1933 utworzono gromadę Będzelin w granicach gminy Mikołajów, składającą się z Będzielina i Zieleni.
Podczas II wojny światowej w Generalnym Gubernatorstwie, w dystrykcie radomskim; gdzie hitlerowcy włączyli mieјscowość do powiatu tomaszowskiego.
Po wojnie mieјscowość powróciła do powiatu brzezińskiego w woj. łódzkim. 
W związku reorganizacją administracji wiejskiej jesienią 1954, parcelację Zieleń i leśniczówkę Zieleń wraz z częścią terenów zabudowanych (odgraniczonych od strony zachodniej linią kolejową Koluszki-Tomaszów, a od strony północno-wschodniej terenami miasta Koluszek) wyłączono z gminy Mikołajów i włączono do miasta Koluszki.